# Habitatge a la rambla Just Oliveras, 21 (l'Hospitalet de Llobregat)
L'habitatge a la rambla Just Oliveras número 21 és un edifici protegit com a bé cultural d'interès local del municipi de l'Hospitalet de Llobregat (Barcelonès).

## Descripció
Es tracta d'un edifici d'habitatges, adossat al número 23 i separat respecte al número 17-19, de planta baixa i tres pisos. La façana és de maó vist i pedra, amb obertures rectangulars. Les de la planta baixa tenen forma d'arc de mig punt.
La decoració es troba localitzada a les baranes dels balcons i finestres de la planta baixa, de forma helicoidal amb motius florals i reganyols, també a les cartel·les de pedra que sostenen els balcons, a les feixes de pedra decorada amb sanefes, als llistons de fusta treballada col·locats a la part superior de les finestres de la planta baixa, etc.
Al vestíbul hi ha un arrambador de ceràmica amb decoració geomètrica i floral. L'escala té barana de ferro.
L'afegit del tercer pis ha suposat l'eliminació de la balustrada de pedra del terrat.